# El suspiro del moro
El suspiro del moro es una obra pictórica del pintor español Francisco Pradilla.

## Contexto
En la segunda mitad del siglo XIX, la denominada "pintura de Historia" alcanzará sus cotas más altas. Esto se deberá, en gran parte, a la creación de las Exposiciones Nacionales de Bellas Artes. Dichas exposiciones suponían un contexto propicio para el desarrollo de temas que exaltasen el orgullo patrio. Será en la Exposición Nacional de 1878 cuando se produzca un hito en este género pictórico: la creación, por parte de Francisco Pradilla, de su Doña Juana la Loca.
Debido al éxito de la obra, comenzarán a llegarle a Pradilla encargos de pintura de Historia con frecuencia, entre ellos, el de La rendición de Granada. Para pintar esta obra, Pradilla se desplazó hasta la ciudad de la Alhambra, donde tomó apuntes de la zona. Será en este momento cuando el pintor aproveche para comenzar a crear también El suspiro del moro, que estaría ambientado en la misma ciudad.

## Análisis
El suspiro del moro presenta elementos muy característicos de la obra de Francisco Pradilla. El pintor siempre dio una gran importancia al paisaje, que era protagonista incluso en sus pinturas de temática histórica. Era también muy característico en su obra el desdibujamiento de las formas, lo cual conseguía gracias a su pincelada suelta y empastada.
El cuadro del que hablamos comenzó a tomar forma en Granada, allí donde el pintor tomaría sus primeros apuntes y bocetos para la obra final. A esto se debe su amplia cronología, que va desde el año 1879 en Granada, hasta el 1892, cuando lo terminará en Roma tras haberse dedicado a otros encargos.
Hecho importante es que el cuadro no fue un encargo, sino que el propio pintor tuvo interés en pintarlo en un momento tranquilo de su vida. Debido a esto, es una de sus obras más libres, ya que no debía adaptarse a ninguna petición o requerimiento. Aunque la temática supusiera un retroceso en su producción, ya que había pasado una década desde La rendición de Granada, fue un cuadro que el aragonés pintó con gusto y con el que quedó conforme, ya que consideraba que transmitía sentimiento, algo que echaba en falta en la obra que encargó el Senado.
El cuadro nos presenta la escena posterior a la de La rendición de Granada, es decir, el llanto de Boabdil tras haber rendido la plaza. Fue este un tema que tuvo seguimiento entre los pintores de la época ya que, a raíz sobre todo del éxito del cuadro de Pradilla, la temática relacionada con los nazaríes -es decir, los vencidos- estaba en boga. Será el caso de, por ejemplo, Joaquín Espalter y Rull, quien también realizará una versión de este tema. Aparecen en la escena varios personajes, siendo el central el emir de Granada, vestido de blanco y en cierto modo apartado de los demás. El caballo blanco, en escorzo, tiene un gran protagonismo: el estudio previo que de él realizó Pradilla en 1887 se conserva en el Museo Provincial de Bellas Artes de Zaragoza, y para el pintor era una de las partes fundamentales de la composición. Los colores, muy típicos de la paleta cromática utilizada por el aragonés, son de tipo terroso y cálido, lo cual crea una atmósfera muy adecuada a la escena y que, con seguridad, Pradilla estudió minuciosamente.
La obra es, por tanto, una de las más características de Francisco Pradilla, y una de las que más alegrías le reportó en vida. De hecho, se conservan varias copias y reducciones de la obra en años posteriores, ya que a pesar de haberse concebido de forma independiente por el artista, tuvo gran éxito.

## Subasta
En medio de una gran expectación, el cuadro fue subastado el 17 de diciembre de 2018 en la sala Ansorena de Madrid, adjudicándose en 240.000 euros. Por el momento no ha trascendido quién es el comprador .